# سومیا سوامیناتان
سومیا سوامیناتان (انگلیسی: Soumya Swaminathan؛ زادهٔ ۲۱ مارس ۱۹۸۹) شطرنج‌باز اهل هند است.
سومیا سوامیناتان قهرمان شطرنج هند، در اعتراض به حجاب اجباری، از شرکت در رقابت‌های جام آسیا که قرار است ژوئیه ۲۰۱۸ (از چهارم مردادماه ۱۳۹۷ به مدت یک هفته) در شهر همدان برگزار شود، خودداری کرد. این «استاد بزرگ شطرنج» گفته که حجاب اجباری «نقض مستقیم حقوق» اوست و تنها راه برای اعتراض به این قانون، نرفتن به ایران است. وی در حساب فیس بوک خود نوشته‌است که «نمی‌خواهد به اجبار روسری یا چادر بر سر کند».